# Constantius III
Constantius III (Constantius), död 2 september 421. Romersk general, politiker och kejsare. 
Constantius steg under kejsare Theodosius I till höga poster inom den romerska militären, och var under kejsare Honorius en av den västromerska riksdelens ledande män. Han ingrep med kraft i de ständiga oroligheterna på 410-talet i Gallien och besegrade bland annat Konstantin III. 417 blev han gift med Honorius syster Galla Placidia. Constantius upphöjdes 421 av kejsare Honorius till medkejsare men dog redan samma år.
Han var far till Valentinianus III.